# Guettarda fusca
Guettarda fusca là một loài thực vật có hoa trong họ Thiến thảo. Loài này được Pancher ex Baill. mô tả khoa học đầu tiên năm 1879.